# 185 (numero)
Centoottantacinque (185) è il numero naturale dopo il 184 e prima del 186.

## Proprietà matematiche
- È un numero dispari.
- È un numero composto con i seguenti divisori: 1, 5, e 37. Poiché la somma dei suoi divisori è 43 < 185, è un numero difettivo.
- È un semiprimo formato dai divisori 5 e 37.
- È un numero omirpimes.
- È un numero 20-gonale.
- È parte delle terne pitagoriche (57, 176, 185), (60, 175, 185), (104, 153, 185), (111, 148, 185), (185, 444, 481), (185, 672, 697), (185, 3420, 3425), (185, 17112, 17113).
- È un numero palindromo nel sistema di numerazione posizionale a base 6 (505).

## Astronomia
- 185P/Petriew è una cometa periodica del sistema solare.
- 185 Eunike è un asteroide della fascia principale del sistema solare.

## Astronautica
- Cosmos 185 è un satellite artificiale russo.